# Ernst Lechner (Pfarrer)
Ernst Lechner (* 18. Oktober 1825 in Leipzig; † 12. Dezember 1912 in Thusis) war ein deutscher reformierter Pfarrer, der im schweizerischen Kanton Graubünden unter anderem als Zeitungsredaktor und -herausgeber sowie als Landeskundler aktiv war.

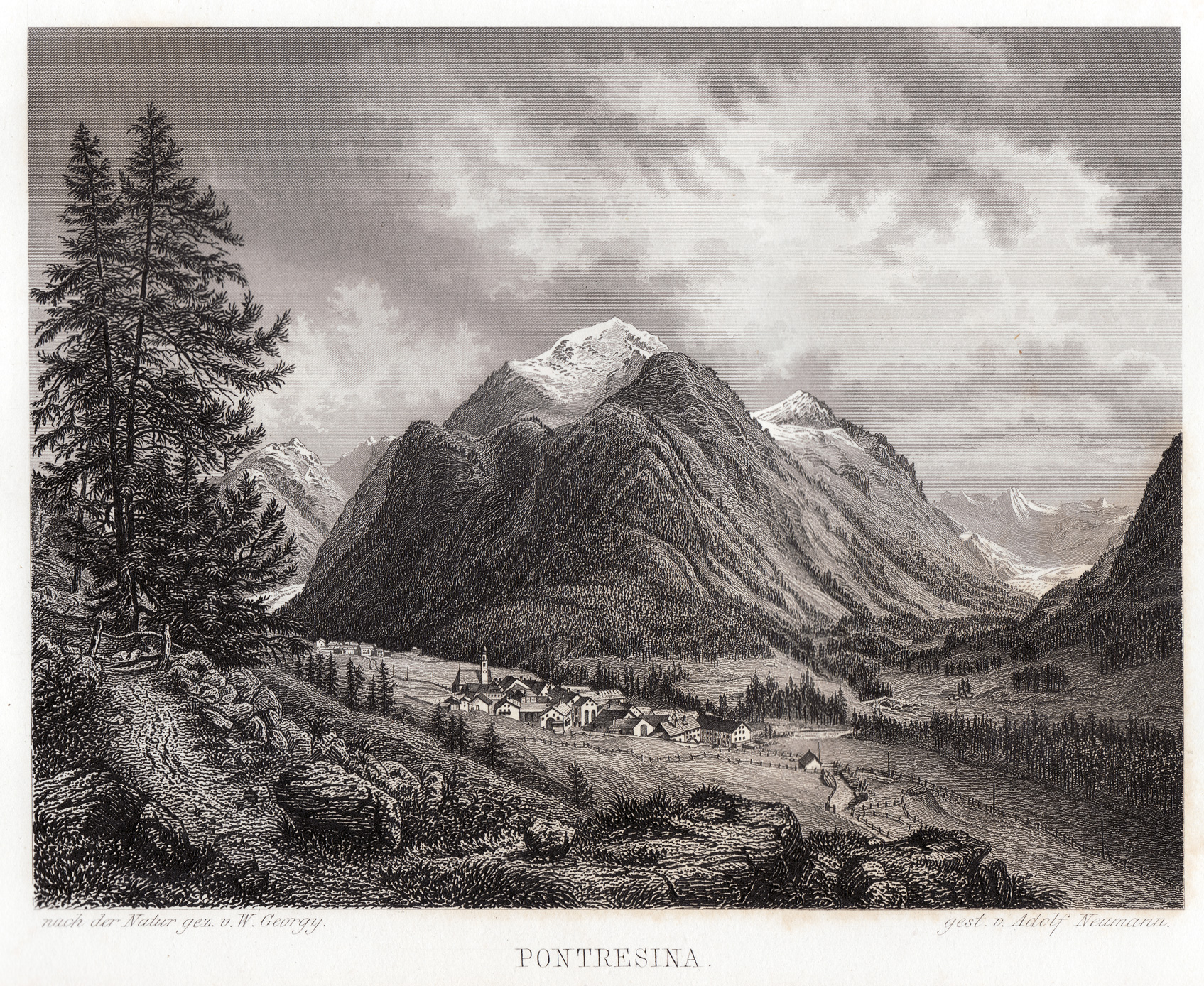
Pontresina. Stich von W. Georgy aus Lechners Handbuch Piz Languard und die Bernina-Gruppe bei Pontresina.

## Leben

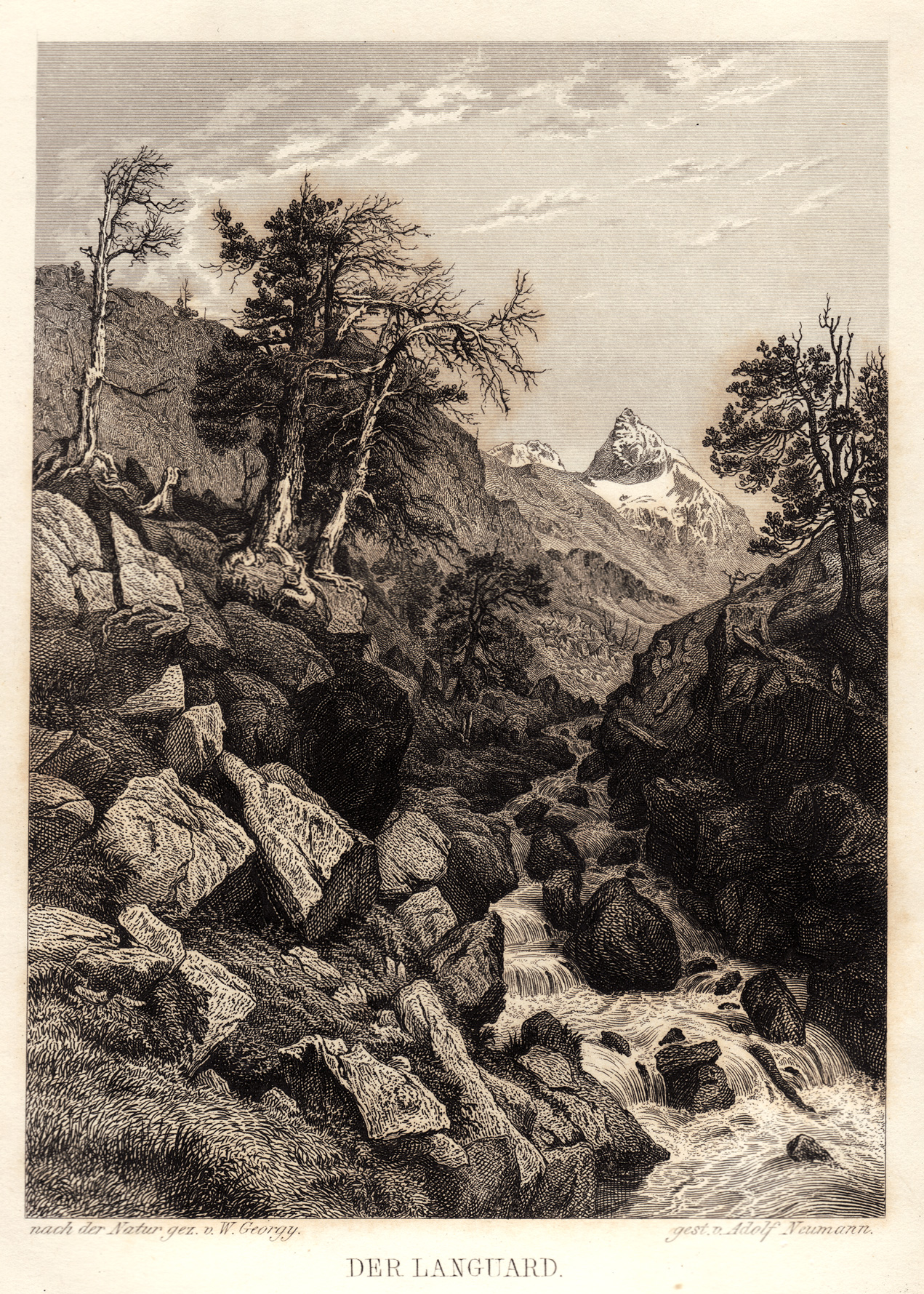
Der Piz Languard (Stich von W. Georgy aus Lechners gleichnamigen Buch) war Ziel ausgedehnter Wanderungen.

Ernst Lechner wurde 1825 in Leipzig geboren. Sein Vater Sigmund, der ursprünglich aus Nürnberg stammte, war dort als Schulinspektor tätig.
Nach dem Besuch des Gymnasiums in Nürnberg studierte er Philosophie in Leipzig und Tübingen. Das Studium, während dessen er sich aktiv in der Burschenschaft betätigte, schloss er 1849 erfolgreich ab. Es folgte noch ein Theologiestudium in Zürich. Später bezog er das Pfarrhaus in Celerina und war dort und in der Nachbargemeinden als Provisor (Hilfspfarrer) und Lehrer tätig. Er predigte abwechselnd in Celerina und Pontresina und laut Peider Lansel auch im Toggenburg.
Nachdem er 1851 ordiniert und in Bergün in die Synode aufgenommen worden war, übernahm er die Pfarrei Nufenen, kehrte aber schon im Juni 1853 nach Celerina zurück und übernahm die dortige Pfarrei. Gleichzeitig wirkte er in St. Moritz. Während kürzester Zeit erlernte er das oberengadinische Idiom der romanischen Sprache und hielt bereits im Oktober desselben Jahres seine erste romanische Predigt. Zu seinen Lehrern gehörten der Landammann und Lexikograph Zaccaria Pallioppi, der Celeriner Dorfschullehrer und Schulbuchautor Giachem Heinrich und Pfarrer Janett (Giannet) Menni aus Samedan, später Mitbegründer der romanischen Zeitung Fögl d’Engiadina.
Gemeinsam mit seinem Freund und Pfarrkollegen Nicholas (Nicolaus) Vital publizierte er ab 1855 das Erbauungsblatt Dumengia Saira. Nachdem Vital sich ins Privatleben zurückzog, besorgte Lechner den Jahrgang 1858 im Alleingang und stellte das Blatt daraufhin ein. Er selbst veröffentlichte zahlreiche Gedichte und kleinere Artikel darin und später auch im Fögl d’Engiadina. Im 1857 übergab er zusammen mit Schulmeister Heinrich die Istorgias della sencha scrittüra (Geschichten aus der heiligen Schrift) an den Druck, die im Oberengadin lange Zeit als Schulbuch in Gebrauch waren.
Bereits 1855 liess er einen kleinen Katechismus in romanischer Sprache drucken. 1857 erschienen in Chur die Chanzuns religiusas mit eigenen und fremden Übersetzungen christlicher Lieder. An diesen zeige sich besonders, dass er die romanische Sprache nicht stur auswendig gelernt habe, sondern in ihren Geist und ihr Gefühl eingedrungen sei. Niemand würde erraten, dass sie von einem Deutschen stammten.
Im Jahr 1861 übernahm Lechner die Pfarrei Stampa, wo er bis 1865 blieb. In diesem Jahr zügelte er nach Thusis ins Domleschg und predigte dort und in Masein. Dort arbeitete als Mitarbeiter für die von Luzi Michel 1872 gegründete Zeitung Der Volksmann. Das Blatt ging jedoch 1877, etwa ein Jahr nach Michels Tod, ein. In der Folge gründete Lechner den Rhätischen Volksboten, bei dem er gleichzeitig Redaktor und Herausgeber war. Beide Zeitungen mussten in Chur gedruckt werden; das Hinterrheingebiet erhielt erst 1886 eine beständige Druckerei.
1898 oder 1899 zog sich Lechner in den Ruhestand nach Celerina zurück, arbeitete aber bis zu seinem Tod an seinen Büchern. Er starb im Dezember 1912 in Thusis.

## Reisehandbücher und Landesbeschreibungen

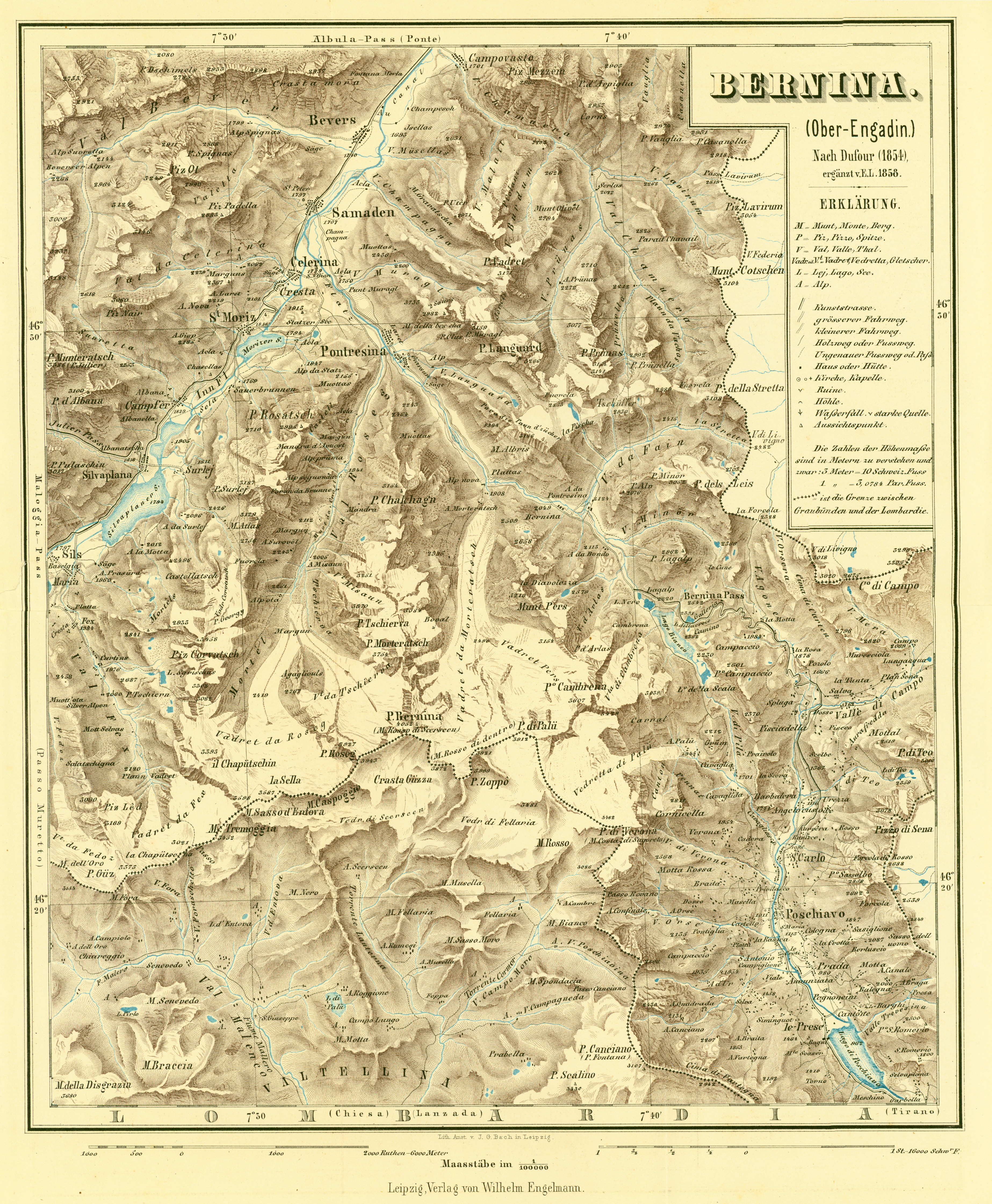
Karte aus Piz Languard und die Bernina-Gruppe bei Pontresina

In seiner Freizeit unternahm Ernst Lechner ausgedehnte Wanderungen durch die Bündner Täler und in die Berge. Während seines Aufenthalts im Engadin genoss er dabei oft die Begleitung von J. Colani, Wanderführer und Sohn des berüchtigten Jägers Gian Marchet Colani, und Landammann Gian Saratz. 1857 kam es zu einer Begegnung mit dem Leipziger Verleger und Buchhändler Wilhelm Engelmann, der gerade in Pontresina weilte. Dieser animierte ihn dazu, eine Beschreibung des Gebietes zu verfassen, die zukünftigen Besuchern von Nutzen sein könne. Bereits ein Jahr später konnte Engelmann den Band Piz Languard und die Bernina-Gruppe bei Pontresina drucken lassen. Wie Lechner im Vorwort erwähnt, war es ihm besonders daran gelegen, Irrtümer früherer Beschreibungen auszuräumen und ein möglichst reales Bild des Berninagebiets zu zeichnen. Zu diesem Zweck liess er sein Manuskript von Saratz und Pfarrer Nicolaus Vital gegenlesen und überarbeiten. Weiterhin enthielt der Band zwei «Ansichten» in Form von Kupferstichen nach Zeichnungen des Malers Wilhelm Georgy. Wichtigste Beigabe war aber eine aktuelle und von Lechner selbst korrigierte Karte des beschriebenen Gebietes, die auf der damals aktuellen Dufourkarte basierte. Zusammen mit genauen Aussprachehinweisen des Engadinromanischen, insbesondere der Ortsnamen, sollte künftigen Wanderern die Orientierung erleichtert werden. Das Buch fand Anklang und wurde zwei Mal in erweiterter Form nachgedruckt; 1865 und zuletzt 1900 unter dem Titel Das Oberengadin in der Vergangenheit und Gegenwart. Diese Ausgabe legt großes Augenmerk auf die Geschichte und Entwicklung des Tals.
Auch im Allgemeinen zeigt sich in Lechners Werken ein Wandel weg vom reinen Reisehandbuch und hin zu exakten Beschreibungen von Land und Leuten mit ausgedehnten Passagen zur Geschichte. So schreibt er in den Vorbemerkungen zur zweiten Auflage von Thusis und die Hinterrhein-Thäler. Landschafts- und Geschichtsbilder (1897) Folgendes:

„Die Rhätische Bahn hat seit vorigem Jahre die Verbindung von Thusis mit dem Norden abgekürzt, der Verkehr ist bedeutend gestiegen, und gebildete Besucher dieser Gegenden werden jedezeit wünschen, über Land und Leute mehr zu erfahren, als die Reisehandbücher enthalten können. So will das vorliegende Büchlein ein Führer für Fremde sein, aber zugleich auch Einheimischen einen Theil der Heimathkunde bieten. […] Die genaue Angabe der Touren, der Hôtels und dergl. bleibt den Reisehandbüchern überlassen.“

Doch um das Jahr 1900 wurde Lechner erneut gebeten, einen Reiseführer zu schreiben; diesmal für den ganzen Kanton. Das Verkehrsbureau in Chur in der Vergangenheit schlechte Erfahrungen aufgrund minderwertiger und schlicht erfundener Reiseliteratur gemacht und wandte sich an die Churer Verleger Manatschal und Ebner, die Lechner mit der Erarbeitung des Buches beauftragten. Lechner stand dabei unter Zeitdruck, da sein Werk zur Eröffnung der Rhätischen Bahn, von der man sich wachsende Besucherströme erhoffte, fertig sein sollte. 1903 lag der Band Graubünden. Illustrierter Reisebegleiter durch alle Talschaften vor. Er sollte den Piz Languard (bzw. inzwischen Das Oberengadin) als Lechners erfolgreichstes Werk ablösen und wurde auch nach seinem Tod weiterbearbeitet. Die fünfte und letzte Auflage erschien 1920.
Als eine Art Danksagung an seine Wahlheimat empfand man sein Werk Die periodische Auswanderung der Engadiner und anderer Bündner, eine Beschreibung der Bündner Geschichte und Kultur und insbesondere der Fremdarbeit der Engadiner und anderer Bündner im Ausland (vgl. Engadiner Zuckerbäcker) die teilweise grosse Reichtümer ins Land brachte und sich auch in der Architektur niederschlug. Lechner konnte gerade noch die zweite Auflage dieser Veröffentlichung vollenden, als ihm die Krankheit für immer die Feder aus der Hand riss.
Die Erlöse seiner Werke spendete Lechner für gute Zwecke, zum Beispiel für die beiden damaligen Krankenhäuser im Ober- und Unterengadin.

## Bibliographie
Als Herausgeber, Verleger bzw. Redaktor
- (mit Nicolaus Vital) Dumengia Saira
- (mit Luzi Michel) Der Volksmann
- Rhätischer Volksbote

Topographie
- Piz Languard und die Bernina-Gruppe bei Pontresina
- Thusis und die Hinterrhein-Thäler. Landschafts- und Geschichtsbilder
- Das Oberengadin in der Vergangenheit und Gegenwart

Heimatkunde
- Die periodische Auswanderung der Engadiner und anderer Bündner